# Luc-en-Diois
Luc-en-Diois är en kommun i departementet Drôme i regionen Auvergne-Rhône-Alpes i sydöstra Frankrike. Kommunen ligger i kantonen Luc-en-Diois som tillhör arrondissementet Die. År 2022 hade Luc-en-Diois 589 invånare.

## Befolkningsutveckling
Antalet invånare i kommunen Luc-en-Diois
Referens:INSEE